# Anton Čeh (slikar)
Anton Čeh, slovenski slikar, * 1882, † 1930, Ljutomer.
Freske:

Župnija Ljutomer: 

Portreti:

Ivan Nepomuk Kukovec

Date:	1905

Dimensions: 82 × 58 cm

Medij:	Olje na platno

Dokolenski portret

Trenutno nahajališče:	Splošna knjižnica Ljutomer

Izvor: http://www.knjiznica-ljutomer.si/spletni_album-46.html Arhivirano 2016-03-04 na Wayback Machine.

Dr.France Prešeren

Date: 1908

Dimenzije: 97 x 70 cm.

Medij:	Olje na platno

Dokolenski portret

Last: Muzej Jesenice 

Trenutno nahajališče: Prešernova rojstna hiša v Vrbi (http://museums.si/sl/museum/details/16086/presernova-rojstna-hisa-v-vrbi)

Simon Gregorčič

Datum: pred 1931

Dimenzije: neznano

Medij:	Olje na platno

Dokolenski portret

Izvor: http://www.dedi.si/dediscina/332-poezije-i-iv

Naslikan po naročilu nadučitelja Alojzija Luznika

Upodobitve:
Boj s turki(Babji klanec)
Naslikano po pripovedih starih domačinov o času, ko so bili turški vpadi. 
http://www2.arnes.si/~gljsentvid10/oseb_stran/babji_klanec01.jpg
Potomci:

Sin Milan Čeh (Pleskar)

Sin Slavko Čeh (zdravnik)

Hči Mileva 

PravnukinjaTina Čeh (violinistka)

1. 1 2  CONOR